# Wonderful Christmastime
«Wonderful Christmastime» (Tiempo de Navidad Maravilloso) es un villancico compuesto por el músico británico Paul McCartney y publicado como sencillo en 1979. Aunque la canción no entró en la lista estadounidense Billboard Hot 100, alcanzó el puesto 6 en la lista británica UK Singles Chart.

## Publicación
McCartney grabó la canción completa durante las sesiones de grabación de McCartney II, su primer proyecto en solitario desde Ram. Aunque los miembros de Wings no figuran en la grabación, aparecen en el videoclip promocional.
Con «Wonderful Christmastime», McCartney se convirtió en el segundo beatle en publicar una canción navideña, tras John Lennon con «Happy Xmas (War Is Over)». Años más tarde, Ringo Starr publicó I Wanna Be Santa Claus, un álbum de villancicos. Tras su publicación, «Wonderful Christmastime» se convirtió en un villancico tocado con asiduidad durante Navidad, y puede oírse en la película de animación de 1998 Rudolph the Red-Nosed Reindeer: The Movie. McCartney tocó la canción en directo durante la última gira con Wings en 1979, así como en varios conciertos de diciembre de su gira Good Evening Europe en 2009.

## Recepción
Al igual que otros villancicos, «Wonderful Christmastime» es interpretado frecuentemente durante la Navidad y difundida a través de radio y otros medios de comunicación. Según la revista Forbes, McCartney gana en torno a 400 000 dólares anuales sobre la base de las regalías por la difusión comercial de «Wonderful Christmastime», lo que suma un total de 15 millones de dólares desde su publicación en 1979.
El videoclip de la canción fue filmado durante una fiesta privada en Fountain Inn, Sussex, con los miembros de la última formación de Wings.